# (500654) 2012 VB18
(500654) 2012 VB18 es un asteroide perteneciente al cinturón de asteroides, región del sistema solar que se encuentra entre las órbitas de Marte y Júpiter, descubierto el 6 de noviembre de 2012 por el equipo del Mount Lemmon Survey desde el Observatorio del Monte Lemmon, Arizona, Estados Unidos.

## Designación y nombre
Designado provisionalmente como 2012 VB18. 

## Características orbitales
2012 VB18 está situado a una distancia media del Sol de 3,072 ua, pudiendo alejarse hasta 3,358 ua y acercarse hasta 2,786 ua. Su excentricidad es 0,093 y la inclinación orbital 3,106 grados. Emplea 1967,00 días en completar una órbita alrededor del Sol.

## Características físicas
La magnitud absoluta de 2012 VB18 es 16,7. 